# Eurosong 2016
Der Eurosong 2016 war der belgische Vorentscheid für den Eurovision Song Contest 2016 in Stockholm (Schweden).

## Format

### Konzept
Nach einer internen Auswahl 2015 kehrt Belgien 2016 zu einem nationalen Vorentscheid zurück. Der Sender verantwortliche VRT rief Künstler und Komponisten ab dem 26. Mai 2015 Beiträge einzureichen.
Am 16. November 2015 wurden im Rahmen der Sendung De Grote Peter Van de Veire Ochtendshow folgende fünf Kandidaten präsentiert, die am 17. Januar 2016 im Finale des Eurosong antreten:
- Adil Aarab
- Amaryllis Uitterlinden
- Astrid Destuyver
- Laura Tesoro
- Tom Frantzis

Die Auswahl der Interpreten nahmen Gerrit Kerremans (Musikkoordinator), Els Germonpré (Eén Musikmanager) und Hans Snijders (Radio MNM Musikmanager) vor, die vom Manager Christopher Cocquyt begleitet wurden. Die fünf Interpreten wurden vom dreiköpfigen Team um Christopher Cocquyt, der Vocalcoach der Sängerin Lady Linn, Geena Lisa und Choreographien Ish Ait Hamou.
In den ersten beiden Sendungen wurden die Interpreten durch sechsköopfige Jury bewertet. Diese Jury bestand aus:
- Stijn Kolacny – Dirigent des belgischen Frauenchors Scala
- Alexander Rybak – Komponist, Gewinner des Eurovision Song Contest 2009
- Tom Helsen – belgischer Singer-Songwriter
- Beverly Jo Scott – Komponist des belgischen Beitrags für den Eurovision Song Contest 2015 Rhythm Inside
- Hadise – Teilnehmer beim Eurovision Song Contest 2009
- Christer Björkman – Teilnehmer Eurovision Song Contest 1992, Produzent des Melodifestivalen

## Sendungen

### Erste Sendung
In der ersten Sendung am 3. Januar 2016, 20:25 Uhr (MEZ) präsentierten die Kandidaten ein Cover eines zuvor ausgewählten Liedes. Dabei handelt es sich um Lieder von fünf verschiedenen Teilnehmern des Eurovision Song Contests:
| Interpret              | Cover (Originalinterpret)           |
| ---------------------- | ----------------------------------- |
| Adil Aarab             | Hold Me Now (Johnny Logan)          |
| Amaryllis Uitterlinden | Euphoria (Loreen)                   |
| Astrid Destuyver       | Everyway That I Can (Sertab Erener) |
| Laura Tesoro           | Düm Tek Tek (Hadise)                |
| Tom Frantzis           | Rhythm Inside (Loïc Nottet)         |

### Zweite Sendung
In einer zweiten Sendung am 10. Januar 2016 wurden die Lieder vorgestellt. Beverly Jo Scott und Tom Helsen gaben als Experten den Künstlern ein Feedback.
| Interpret              | Lied Musik (M) und Text (T)                                                                       |
| ---------------------- | ------------------------------------------------------------------------------------------------- |
| Adil Aarab             | In Our Nature M/T: Adil Arab, Bas Kennis, Will Knox, Joes Brands                                  |
| Amaryllis Uitterlinden | Kick the Habit M/T: Amaryllis Uitterlinden                                                        |
| Astrid Destuyver       | Everybody Aches M/T: Niko Westelinck                                                              |
| Laura Tesoro           | What’s The Pressure M: Sanne Putseys, Birsen Uçar; T: Sanne Putseys, Louis Favre, Yannick Werther |
| Tom Frantzis           | I’m Not Lost M/T: Tom Frantzis, Yves Gaillard                                                     |

## Finale

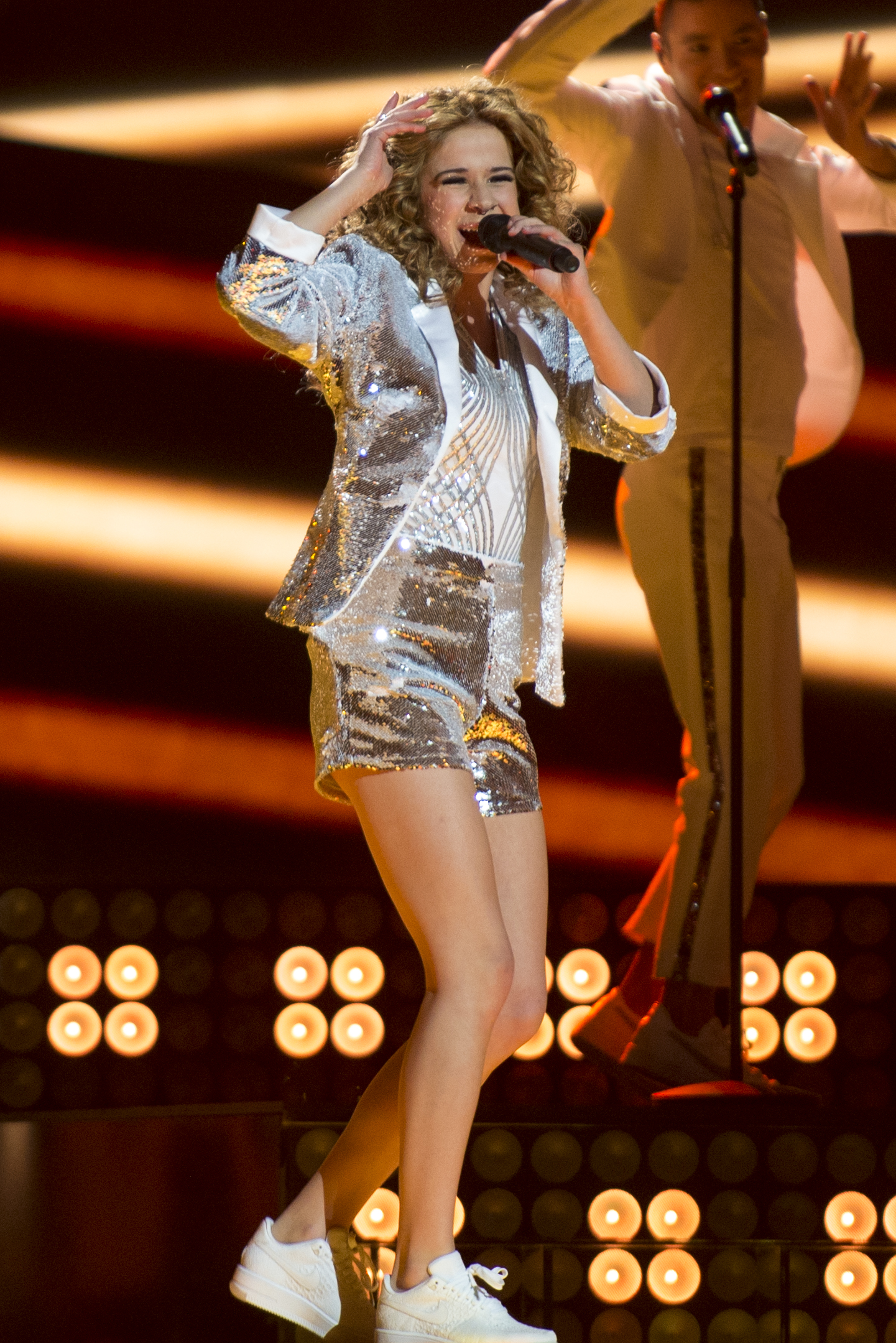
Die Gewinnerin der belgischen Vorentscheidung: Laura Tesoro

Im Finale am 17. Januar 2016 konnte sich Laura Tesoro mit What’s The Pressure durchsetzen. Diesmal fungierten Hadise und Christer Björkman als Experten. In einer ersten Runde entschieden die Zuschauer und eine internationale Jury aus zehn anderen europäischen Ländern jeweils zur Hälfte über die beiden Teilnehmer des Super-Finales. Im Super Finale wurde der Sieger von den belgischen Zuschauern per Televoting ausgewählt.

### Erste Runde
| Platz | Startnr. | Interpret              | Lied                | Punkte | Punkte    | Punkte |
| Platz | Startnr. | Interpret              | Lied                | Jury   | Zuschauer | Gesamt |
| ----- | -------- | ---------------------- | ------------------- | ------ | --------- | ------ |
| 1.    | 2        | Laura Tesoro           | What’s The Pressure | 107    | 120       | 227    |
| 2.    | 3        | Tom Frantzis           | I'm Not Lost        | 100    | 100       | 200    |
| 3.    | 1        | Adil Aarab             | In Our Natur        | 079    | 080       | 159    |
| 4.    | 5        | Astrid Destuyver       | Everybody Aches     | 065    | 060       | 125    |
| 5.    | 4        | Amaryllis Uitterlinden | Kick the Habit      | 079    | 070       | 149    |

### Internationales Juryvoting
| Startnr. | Interpret              | Lied                | SE | AZ | GR | LV | FR | NL | GB | ME | IE | HU | Jury Gesamt |
| -------- | ---------------------- | ------------------- | -- | -- | -- | -- | -- | -- | -- | -- | -- | -- | ----------- |
| 1        | Adil Aarab             | In Our Nature       | 8  | 10 | 7  | 8  | 7  | 10 | 8  | 7  | 7  | 7  | 079         |
| 2        | Laura Tesoro           | What’s The Pressure | 10 | 8  | 10 | 12 | 12 | 12 | 7  | 12 | 12 | 12 | 107         |
| 3        | Tom Frantzis           | I’m Not Lost        | 12 | 12 | 12 | 10 | 10 | 8  | 12 | 8  | 8  | 8  | 100         |
| 4        | Astrid Destuyver       | Everybody Aches     | 6  | 6  | 8  | 7  | 8  | 6  | 6  | 6  | 6  | 6  | 065         |
| 5        | Amaryllis Uitterlinden | Kick the Habit      | 7  | 7  | 6  | 6  | 6  | 7  | 10 | 10 | 10 | 10 | 079         |

### Super Finale
| Platz | Interpret    | Lied                |
| ----- | ------------ | ------------------- |
| 1.    | Laura Tesoro | What’s The Pressure |
| 2.    | Tom Frantzis | I'm Not Lost        |